# Fimbulwinter (banda)
Fimbulwinter es una banda noruega de black metal que formaría parte del movimiento del black metal noruego. En 1994 publicó su único álbum de larga duración Servants of Sorcery, con la versión "Morbid Tales" de Celtic Frost.
La banda se separó poco después, el guitarrista Shagrath se unió a Dimmu Borgir y el bajista Skoll se integró a Ulver.
La banda lleva el nombre de Fimbulvetr, relativo al preludio inmediato del Ragnarök, el fin del mundo de la mitología nórdica.

## Miembros
- Skoll (Hugh Steven James Mingay) - bajo
- Shagrath (Stian Thorensen) - guitarra
- Necronos (Morten Lunde) - voz, guitarra
- Orbweaver (Morten Bergseth) - batería

Exmiembro
- Orbweaver (Per Morten Bergseth) – trompetista de sesión

## Discografía
Demo
- 1992: Rehearsal
- 1992: Rehearsal Demo

Álbum de estudio
- 1994: Servants of Sorcery